# شهرک صنعتی پتروشیمی
شهرک صنعتی پتروشیمی یکی از شهرک‌های صنعتی استان آذربایجان شرقی است که در ۷ کیلومتری شهر تبریز واقع شده‌است.